# Sretěnskij Bulvar (stanice metra v Moskvě)
Sretěnskij Bulvar (rusky Сретенский Бульвар) je stanice moskevského metra. Nachází se na Ljublinské lince a otevřena byla 29. prosince 2007. Od září 2007 tudy vlaky projížděly do dříve dobudované stanice Trubnaja.
Sretěnskij Bulvar je podzemní ražená trojlodní pilířová stanice s plnou délkou střední lodi. Výstavba stanice začala již v 80. letech, avšak vzhledem k nedostatku financí po rozpadu SSSR byla několikrát přerušena a mohla být obnovena až po dokončení některých dalších tratí a stanic, které se dobudovávaly prioritně (například dokončení deváté linky a stanice Park Pobědy) v roce 2004. Součástí stanice je kromě výstupu na Turgeněvského náměstí také i přestup na stanice Čistyje prudy a Turgeněvskaja.